# Ксениа Милићевић
Ксениа Милићевић (Дринић код Петровца, 15. септембар 1942) јесте југословенска и француска ликовна умјетница, академски сликар, архитекта и урбаниста.

## Биографија
Ксениа Милићевић је рођена 15. септембра 1942. године у Дринићу код Петровца. Отац Будимир, који је био Црногорац и мајка, рођена у САД, били су припадници партизанског покрета и, у моменту њеног рођења, били су на задатку у Дринићу. Рано дјетињство провела је са дједом и бабом по оцу у Црној Гори.
Први дотицај са умјетношћу, тачније византијском умјетношћу, имала је након рата у манастирима у Бугарској, гдје су њени родитељи били у дипломатској мисији. Током друге мисије својих родитеља, у Чехословачкој, открила је ручне и техничке аспекте сликања у експерименталној школи у Прагу. Рано је почела читати о умјетности у добро опремљеној породичној библиотеци, а са 15 година је настала њена прва слика на платну, коју је насликала очевим прибором, јер и отац јој се бавио сликарством. Ова прва слика рађена је у природи. Фасцинација блиставом свјетлошћу на води и суптилном деликатношћу лишћа, вода и биљке, годинама ће истицати њен стил сликања.
Након завршене основне школе, школовала се у Петој београдској гимназији. Прве озбиљније сликарске кораке прави са 17 година у Београду, гдје јој је учитељ био српски ликовни умјетник Михајло Петров. Након завршене гимназије, полаже пријемни испит на Техничком факултету у Београду, а сљедеће године у Школи архитектуре у Алжиру, у којој је дипломирала архитектуру 1968. године. Након тога ради у Екотеку с тимом архитекта Оскара Нимајера. Паралелно је студирала урбано планирање на Институту за урбанизам на Универзитету у Алжиру, те је дипломирала, такође 1968. Зграда школе архитектуре састојала се од два крила, а у другом крилу се налазила школа ликовних умјетности. У свом слободном времену, посјећивала је класу сликара Мухамеда Исијахема.
Године 1970. пресељава се у Аргентину, гдје ради као архитекта у Тукуману, на сјеверу земље. Уписује се на Одсјек ликовних умјетности универзитета у Тукуману и дипломира 1975. године.
Ксениа Милићевић је излагала своја умјетничка дјела преко 120 пута. Прву самосталну изложбу имала је 1970. године. Члан је Дома умјетника Француске од 1982. Године 1987, послије боравка у Шпанији и Мексику, сели се у Париз и од 1989. добија студио у Бато-Лавуару на Монмартру. Од 1970. излагала је у Аргентини, Шпанији, Француској, Јапану, Мексику, Португалу, Њемачкој, Енглеској, Италији, Швајцарској, Белгији, Норвешкој, Луксембургу, Еквадору и Бразилу.
Године 2011. свечано је отворен Музеј сликарства Сен Фражу у истоименом селу у Горњој Гарони, који у сталној поставци има тридесет слика Ксеније Милићевић. Године 2014. Ксениа Милићевић је основала покрет Art Résilience.

## Изабране изложбе
- Музеј лијепих умјетности, Гранада, Шпанија
- Музеј савремене умјетности, Саламанка, Шпанија
- Музеј актуелне умјетности, Ајљон, Шпанија
- Музеј савремене умјетности, Сегобре, Шпанија
- Музеј савремене умјетности, Малабо, Екваторијална Гвинеја
- Француски културни центар, Осло
- Музеј у Деифонтесу, Шпанија
- Музеј у Армилли, Гранада
- Политехнички институт, Мексико
- Француски институт за Латинску Америку, Мексико
- Музеј "Зарсуела дел Монте", Шпанија
- Градски музеј, Спилимберго, Италија
- Културни центар мексичке амбасаде у Бразилу